# نور الدين دلسي
نور الدين دلسي، المعروف باسم رشيد ، وُلِد في 18 نوفمبر 1928 في البليدة وتوفي في 11 نوفمبر 2020 ، هو سياسي جزائري. تقلد منصب وزير التجارة في حكومة بن بلة الثالثة
مقيم في المغرب ، التحق بمدرسة إطارات جيش التحرير الوطني الجزائري في وجدة عام 1957  قبل أن ينضم إلى هيئة الأركان العامة (EMG) للعقيد بومدين.
في عام 1962 ، انضم إلى السلطة التنفيذية المؤقتة ، في البداية كأمين عام ثم كمسؤول عن التجارة الداخلية. بعد أن شغل منصب مدير التجارة الخارجية في أول حكومتين لأحمد بن بلة ، تولى منصب وزير التجارة عام 1964 حتى عام 1969 .
بعد ذلك ، شغل مناصب سفيراً في المغرب ثم في تشيكوسلوفاكيا حتى عام 1984 .

## الوظائف
- ماي 1962 - جويلية 1962 : الأمين العام للسلطة التنفيذية المؤقتة
- جويلية 1962 - سبتمبر 1962 : مكلفdu بالتجارة الداخلية لدى مفوض الشؤون الاقتصادية
- سبتمبر 1962 - ديسمبر 1964 : مدير التجارة الخارجية
- ديسمبر 1964 - جوان 1969 : وزير التجارة
- جوان 1969 - مارس 1976 : سفير لدى المغرب
- جويلية 1978 - أوت 1984 : سفيرا لدى تشيكسلوفاكيا